# Hubert Frasnelli

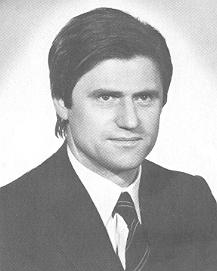
Hubert Frasnelli

Hubert Frasnelli (* 2. November 1944 in Meran) ist ein italienischer Politiker aus Südtirol.

## Leben
Frasnelli studierte an der Universität Göttingen Chemie, promovierte 1970 mit einer Dissertation über Lithiumdiazoessigsäureäthylester und arbeitete anschließend im Südtiroler Landesdienst.
Er war einer der Mitbegründer des Arbeitnehmer-Flügels der Südtiroler Volkspartei (SVP), die er von 1979 bis 1983 in der italienischen Abgeordnetenkammer vertrat. Von 1983 bis 1998 war er Abgeordneter im Regionalrat Trentino-Südtirol und im Südtiroler Landtag, wo er mit einer kurzen Unterbrechung in den Jahren 1993 und 1994 durchgehend Fraktionsvorsitzender seiner Partei war. 1992 kandidierte Frasnelli für den Posten des SVP-Parteiobmanns, unterlag allerdings Siegfried Brugger. Er war von 1979 bis 1998 Mitglied der SVP-Parteileitung und von 1987 bis 1991 und von 1994 bis 1997 stellvertretender Parteiobmann.
In den 90er Jahren erregte Frasnelli durch scharfe Kritik an der Medienmacht der von der Familie Ebner dominierten und mit der SVP eng verbundenen Druck- und Verlagsgruppe Athesia großes Aufsehen. Nachdem er vor den Landtagswahlen 1998 alle ökosozialen Kräfte dazu aufgefordert hatte, eine gemeinsame, starke Opposition zu bilden, beschloss ein parteiinternes Schiedsgericht, Frasnellis Parteimitgliedschaft und Parteiämter für drei Jahre ruhen zu lassen. Als Reaktion trat Frasnelli 1999 aus der SVP aus.
Frasnelli engagierte sich später als Mitglied der Sozialdemokratischen Partei Österreichs in der österreichischen Politik, wo er sich insbesondere für die Rechte der Kärntner Slowenen einsetzte. Bei den italienischen Parlamentswahlen 2006 kandidierte er auf der Liste der Grünen.

## Auszeichnungen
- 1995: Einspieler-Preis[6]
- 1996: Großes Goldenes Ehrenzeichen für Verdienste um die Republik Österreich[7]

## Publikationen
- Synthese und Reaktionen von Lithiumdiazoessigsäureäthylester. Dissertation. Göttingen 1970.
- Die Herrschaft der Fürsten. Macht, Zivilcourage und Demokratie in Südtirol. Wieser, Klagenfurt 2000, ISBN 3-85129-324-X. 2. Auflage, Drava, Klagenfurt 2013, ISBN 978-3-85435-711-7.